# FIGHTERS
「FIGHTERS」（ファイターズ）は、三代目 J Soul Brothersの楽曲である。2011年9月7日にrhythm zoneから通算4枚目のシングルとして発売された。

## 概要
- 「CD+DVD」と「CDのみ」の2形態発売で、それぞれジャケット写真が異なる。また、「CDのみ」の初回盤は『ろくでなしBLUES』絵柄ジャケットとなっている。
- 表題曲のミュージックビデオ「ROUND 1」はドラマ『ろくでなしBLUES』の世界観をイメージし、劇団EXILEのメンバーと、GENERATIONSの候補メンバー白濱亜嵐、町田啓太、関口メンディーが出演したドラマ仕立てとなっている[1][4]。「ROUND 2」は三代目 J Soul Brothersのダンスシーンがメインとなっている[1]。MTV Video Music Awards Japan 2012では最優秀ポップビデオ賞を受賞した。

## チャート成績
2011年9月19日付のオリコン週間シングルランキングで首位を獲得した。首位はシングル・アルバムを通じてデビュー以来初であり、歴代のJ Soul Brothersを含めても初のことであった。

## 収録曲

### CD
1. FIGHTERS [3:20]
作詞：lil'showy, P-CHO, GS, KUBO-C, Tomogen、作曲・編曲：lil'showy
  - 日本テレビ系ドラマ『ろくでなしBLUES』主題歌。
2. 次の時代へ -Orchestra Version- [5:31]
作詞：ATSUSHI、作曲：春川仁志、編曲：中野雄太
  - 1stアルバム『J Soul Brothers』収録曲のオーケストラバージョン。
3. FIGHTERS（Instrumental）
4. 次の時代へ -Orchestra Version-（Instrumental）

### DVD
1. FIGHTERS -ROUND 1-（Music Video）
2. FIGHTERS -ROUND 2-（Music Video）
  - FIGHTERS -ROUND 3-は、アルバムの『TRIBAL SOUL』『THE BEST/BLUE IMPACT』『THE JSB WORLD』に収録されている。

## 収録アルバム
| 収録アルバム            | 楽曲                           | 曲順 |
| ----------------------- | ------------------------------ | ---- |
| TRIBAL SOUL             | FIGHTERS                       | 3    |
| THE BEST                | FIGHTERS                       | 6    |
| THE JSB WORLD (DISC-1)  | FIGHTERS                       | 5    |
| BEST BROTHERS (DISC-01) | 次の時代へ -Orchestra Version- | 12   |